# Yuto Sashinami
Yuto Sashinami (差波 優人 Sashinami Yuto?, nacido el 28 de junio de 1993 en Aomori) es un futbolista japonés que se desempeña como centrocampista.

## Trayectoria

### Clubes
| Club            | País  | Año         |
| --------------- | ----- | ----------- |
| Vegalta Sendai  | Japón | 2016 - 2017 |
| Grulla Morioka  | Japón | 2017        |
| Kataller Toyama | Japón | 2018 -      |

## Estadística de carrera

### J. League
| Club           | Año   | J. League | J. League | Copa J. League | Copa J. League | Total | Total |
| Club           | Año   | Part.     | Goles     | Part.          | Goles          | Part. | Goles |
| -------------- | ----- | --------- | --------- | -------------- | -------------- | ----- | ----- |
| Vegalta Sendai | 2016  | 0         | 0         | 3              | 0              | 3     | 0     |
| Vegalta Sendai | 2017  | 0         | 0         | 0              | 0              | 0     | 0     |
| Grulla Morioka | 2017  | 15        | 0         | -              | -              | 15    | 0     |
| Total          | Total | 15        | 0         | 3              | 0              | 18    | 0     |